# Ключ 68
Ключ 68 (трад. и упр. 斗) — ключ Канси со значением «мерка, ковш, черпак (единица измерения объёмов)»; один из 34, состоящих из четырёх штрихов.
В словаре Канси есть 32 символа (из 49 030), которые можно найти c этим радикалом.

## История
Древняя идеограмма изображала ковш для измерения сыпучих и жидких тел.
Современный иероглиф используется в значениях: «мера, мерка, ковш, черпак, чаша, чашка, сосуд».
В качестве ключевого знака иероглиф используется редко.

Вид в Цзягувэнь
Вид в Цзянбо
Вид в большой печати Чжуаньшу
Вид в малой печати Чжуаньшу

В словарях находится под номером 68.

## Значение
1. Тип измерительного прибора, квадратный измерительный прибор с рукояткой, с большой горловиной и маленьким дном может вместить до 10 литров. Также используется в качестве названия емкости. (см, Китайская система мер)
2. Название древнего винного сосуда, использовавшегося для изготовления вина.
3. Предметы в форме ведер.
4. Описание размера ведра, в значении «маленькое».
5. Опасный. Крутой спуск.
6. Внезапно, неожиданно.
7. Огромный.

## Варианты прочтения
- кит. 斗, пиньинь dǒu, доу.
- яп. と, to, то.
- кор. 말 mal, маль?, 두 du, ду?.

## Примеры иероглифов
| Доп. штрихи | Иероглифы   |
| ----------- | ----------- |
| 0           | 斗          |
| 2           | 㪲 㪳       |
| 3           | 斘          |
| 4           | 㪴          |
| 5           | 㪵 𣁲       |
| 6           | 㪶 斚 料    |
| 7           | 㪷 斛 斜    |
| 8           | 㪸 斝 𣁽 𣁾 |
| 9           | 斞 斟 𣂃    |
| 10          | 斠 斡       |
| 11          | 㪹 𣂋       |
| 12          | 斢          |
| 13          | 㪺 斣       |
| 14          | 𣂎          |
| 19          | 㪻          |